# Vasco de Quiroga
Vasco Vázquez de Quiroga y Alonso de la Cárcel (Madrigal de las Altas Torres, Castela e Leão, 3 de fevereiro de 1470 - Uruapan, México, 14 de março de 1565) foi um administrador colonial espanhol, primeiro bispo de Michoacán, no México e um dos juízes (oidores) da Real Audiência que governou Nova Espanha de 10 de janeiro de 1531 a 16 de abril de 1535.

## Biografia
Vasco de Quiroga nasceu em uma família nobre em Madrigal de las Altas Torres, Castela e Leão. Sua família era de origem galega. Seu irmão Álvaro tornou-se o pai de Gaspar de Quiroga y Vela, mais tarde Cardenal de Toledo. Tradicionalmente o seu ano de nascimento foi dado como 1470, por causa de uma tradição que ele deveria ter 95 anos em seu ano de morte. Biógrafos recentes preferem a data posterior, por volta de 1478, por causa de evidências  do próprio Quiroga, que ele tinha 60 anos em 1538. 
De Quiroga estudou direito e depois teologia. Estudou direito canônico, provavelmente em Valladolid. Trabalhou como letrado - jurista real no sul da Espanha e como juiz em Orã, na Argélia, por volta de 1520-1526. No norte da África, ele supervisionou casos de corrupção e disputas entre os moradores e os conquistadores espanhóis. 
Exerceu um alto cargo na Real Chancelaria de Valladolid. Seus méritos foram notórios, chamando a atenção do bispo de Badajoz, que o indicou ao rei para que fosse nomeado oidor da Real Audiência do México. Neste país, se instalou em 1531 e no ano seguinte fundou, com seu próprio dinheiro, o Hospital de Santa Fe nas inmediações da cidade do México para o atendimento dos indígenas.
Desempenha por uns anos o cargo de visitador de Michoacán, até 1537, quando Carlos I de Espanha o nomeia bispo da Diocese de Michoacán.
Ganhou a simpatia dos índios por suas obras e as medidas econômicas que promoveu em benefício dos nativos. Transferiu a catedral de Tzintzuntzan para Pátzcuaro. Fundou o hospital de Santa Fe de la Laguna e o Colegio Seminario de San Nicolás, antecedente da Universidade Nicolaíta, existente até os dias atuais no estado de Michoacán, México.
Durante seu período no cargo sofreu a inimizade de alguns colonos espanhóis que deixaram Pátzcuaro para fundar uma cidade rival com o apoio do vice-rei Antonio de Mendoza. O novo assentamento recebeu o nome de "ciudad de Michoacán" (1541), antes de ser nomeado sucessivamente como Guayangareo, depois Valladolid e finalmente, consumada a independência do México no século XIX, mudaria o nome que recebeu a cidade, hoje capital do estado de Michoacán, em homenagem ao patrício da guerra de independência, José María Morelos y Pavón.
Vasco de Quiroga é creditado como o fundador da cidade de Irapuato, no México.
Quiroga faleceu em 14 de março de 1565 em Uruapan. Seus restos se encontram atualmente em um mausoléu, no interior da Basílica de Nuestra Señora de la Salud, en Pátzcuaro.

## Escritos
- Doctrina para los Indios
- Sermones, reglas y ordenanzas para el gobierno de los Hospitales de Santa Fe, México y Michoacán
- Información en Derecho
- De debellandis Indis
- Quiroga, Vasco de (2003). La utopía en América. [S.l.]: Dastin. ISBN 978-84-492-0376-3